# 7738 Геймен
7738 Геймен (7738 Heyman) — астероїд головного поясу, відкритий 24 листопада 1981 року.
Тіссеранів параметр щодо Юпітера — 3,599.